# Bié-fennsík
A Bié-fennsík egy Angola központi részén elterülő felföld.
A Bié-fennsík átlagos magassága 1520-1830 méter, de itt emelkedik Angola legmagasabb pontja, a Mount Moco is, amely 2620 méteres.
A Bié délkeleti irányba fokozatosan süllyed a Kalahári-medencébe, és a folyók többsége is erre talál lefolyást, nyugatra csak kisebb folyók tartanak. Számos nagy folyó forrása található a fennsíkon. Innen ered például a Cunene, a Kwanza, az Okavango, a Kasai és a Zambézi. A területen számos vízesés található.
A fennsík éghajlata mérsékelt, a csapadék több, mint a partvidéken, mennyisége a tengerszint feletti magassággal növekszik, keleti irányba fokozatosan csökken. A feltételek lehetővé teszik, a kávé, a kukorica, a rizs, a szizál, a cukornád és a földimogyoró termesztését.
Angola vidéki lakosságának mintegy fele lakik a Bié-fennsíkon. A terület legnagyobb városa Huambo. A kapcsolatot az Atlanti-óceán és a fennsík főbb városai, Huambo, illetve Cuito között a Benguela Vasút biztosítja.